# Friedrich Hein
Friedrich Hein, auch Friedrich Heine, Friedrich Heinius (* 5. März 1533 in Neubrandenburg; † 18. März 1604 in Rostock) war ein deutscher Rechtswissenschaftler, Hochschullehrer und Bürgermeister.

## Leben
Friedrich Hein entstammte einem alten Neubrandenburger Ratsgeschlecht. Er wurde 1533 geboren als Sohn des Neubrandenburger Bürgermeisters Jacob Hein und dessen Frau, der Neubrandenburger Bürgermeistertochter Katharina, geb. Richard. Nach dem Schulbesuch in seiner Heimatstadt studierte er ab 1547 an der Universität Rostock  bei Arnold Burenius, danach in Frankfurt (Oder) bei Hieronymus Schurff und ab 1550 in Wittenberg bei Philipp Melanchthon und Johann Schneidewein. 1553 besuchte er die Universität in Löwen. Eine anschließende Bildungsreise führte ihn für vier Jahre nach Frankreich und weiter nach Italien, wo er 1560 in Pisa zum Dr. iur. promovierte.
Zurück in Deutschland, war er zunächst am Reichskammergericht in Speyer tätig, bevor er 1563/64 vom mecklenburgischen Herzog zum ordentlichen Professor der Rechte (Dekretalen) an der Rostocker Universität berufen wurde. 1570 wurde er zum fürstlichen Rat ernannt und zudem Assessor des neu errichteten Konsistoriums. 1574 gab er diese Ämter auf, da sich „die praktischen Bemühungen überhäufften“. In den Jahren 1568 und 1574 war er Rektor der Universität. 1576 wurde er in Rostock zum Ratsherrn gewählt und 1578 nach dem Weggang von Johannes Borcholten zum Ratssyndikus der Stadt. 1591 wurde er zum Bürgermeister gewählt. Dieses Amt hatte er bis zu seinem Tode inne.
Familie

Friedrich Hein war ab 1564 verheiratet mit Anna Dobbin, der Tochter des Rostocker Ratsherrn Albrecht Dobbin. Der Ehe entstammten sechs Söhne und fünf Töchter. In einer am 25. März 1605 gehaltenen Gedenkrede, die den Söhnen und Schwiegersöhnen zugeschrieben war, wurden genannt:
- Jacobus (1565–1634) – Dr. jur. und Hofgerichts-Prokurator
- Albertus (1571–1636) – Dr. jur. und Prof. der Dekrete
- Joannes – Canonicus zu Bremen
- Fridericus († 1613) – Bürger zu Wismar[8]
- Henricus (1590–1666) – später Prof. und Rektor der Universität Tartu/Dorpat
- Stephanus (1590–1643) – später Philologe und Theologe

und die Schwiegersöhne
- Ernst Cothmann (1557–1624) – Dr. jur. utr. und Meckl. Rat – ⚭ 1586 Elisabetha (1566–1642)
- Barthold Kichler († 1605) – Dr. jur. utr. und Meckl. Rat – ⚭ Margareta (1569–1600)
- Nikolaus Willebrand (1566–1613) – Dr. jur. und Prof. der Ethik – ⚭ 1596 Catharina (1576–1662)
- Marcus Lüschow (1579–1656) – Bürger zu Rostock, Ratsherr und Kämmerer – ⚭ 1602 Anna († 1607)
- Jacob Schabbold – Bürger zu Wismar